# Edward Van Sloan
Edward Van Sloan (ur. 1 listopada 1882, zm. 6 marca 1964) – amerykański aktor sceniczny i filmowy. Najbardziej znany z ról w klasycznych horrorach lat trzydziestych.

## Filmografia
- 1931: Dracula (Dracula)
- 1931: Frankenstein
- 1932: Mumia (The Mummy)
- 1935: Córka Draculi (Dracula's Daughter)